# Jacob de Villiers
Jacob de Villiers (né le 20 décembre 1938 à Middelburg, province du Transvaal en Afrique du Sud) est un exploitant agricole et un homme politique sud-africain, membre du parti national, membre du parlement pour le Transvaal (1989-1993), ministre de l'agriculture (1989-1991), de l'agriculture et de l'aide au développement (1990-1992), des travaux publics (1991-1992), des affaires foncières et des affaires régionales (1989-1993) dans le gouvernement de Klerk.

## Biographie
Jacob de Villiers grandit dans la région de Malelane dans la province du Transvaal où ses parents sont des agriculteurs et effectue sa scolarité à Witrivier puis à Middelburg. Diplômé avec mention de l'université de Pretoria, il devient, en 1960, secrétaire adjoint de l'institut africain du commerce.
De 1963 à 1990, il est éleveur et agriculteur, producteur de légumes, de coton, de canne à sucre et d'agrumes dans le district de Malelane. Parallèlement il s'implique dans le syndicalisme agricole. En 1966, il est élu président de l'association des agriculteurs de Malelane et secrétaire de l'association des planteurs de canne à sucre de la région du lowveld. De 1975 à 1977, il siège au comité central de l'association sud-africaine des planteurs de canne à sucre. Dans les années 80, il est élu vice-président de la Transvaal Agricultural Union (TAU).
En 1989, il est candidat à Barberton et est élu au parlement sur la liste proportionnelle du Transvaal et entre au gouvernement en tant que ministre de l'Agriculture et de l'Aide au développement avant de devenir en 1992 ministre des Affaires régionales et de la terre. En tant que ministre de l'Agriculture, il fait abolir la loi qui interdisait aux noirs de posséder des terres.
Il met un terme à sa carrière politique en mars 1993 et devient en 1994 directeur exécutif de la African Trade Institute, fonction qu'il occupe jusqu'en 2006. Depuis 2009, il est travailleur communautaire au sein du Fonds de développement des communautés de Nkomazi (NCDF) et pour le Forum de soutien des services de Nkomazi (NSSF). Il est élu agriculteur du Mpumalanga pour l'année 2015.